# センチュリー映画社
株式会社センチュリー映画社（センチュリーえいがしゃ）は、かつて存在した日本の映画製作・配給会社である。短命であったが、独立系成人映画の黎明期を代表する配給会社である、と評価される。

## 沿革
- 1964年10月1日 - 設立[1][5]
- 1966年3月 - 新作の最終封切[11]
  - 同年上半期 - 倒産[4]

## 概要

### 独立系成人映画初期の配給会社
1964年（昭和39年）10月1日、井上猛夫が代表取締役社長となり、東京都中央区銀座4丁目1番地（現在の銀座4丁目6番1号）の三和銀行ビルに設立した。井上は、同社設立の7年前に当たる1957年（昭和32年）11月12日に公開されたドキュメンタリー映画『世界は恐怖する 死の灰の正体』（監督亀井文夫）の製作に携わり、大野忠と連名で「製作」にクレジットされた人物である。そのさらに4年前に当たる1953年（昭和32年）6月には港区芝田村町4丁目（現在の西新橋2丁目）に日本映研を設立、同社の代表取締役として、短篇映画、文化映画、劇場用映画、テレビ映画を製作していた。日本映研のおもな作品は『能』（1965年）ほか。
営業部長に藤村政治（生年不詳 - 2010年）、関西支社長には日本セントラル映画取締役の矢島宜男、中部支社長には日活、次いで洋画配給の昭映フイルムの両社において中部支社長だった杉山良吉（1911年 - 1992年）らを営業部門に据えた。関西支社長の矢島が取締役を兼任していた日本セントラル映画は、日活の記録課長であった矢島常二（1900年 - 1981年）が、同年4月に大阪に設立した配給会社であった。
本格的に配給業務を開始したのは、同社が設立した月に南部泰三の第八芸術映画プロダクション（1959年10月創立）が映画日本新社と提携製作した『殺られた女』からであり、以降、南部泰三の監督作、第八芸術映画プロダクションの製作物の配給から始めている。同作は、渡辺護の回想によれば、渡辺が初めて成人映画の助監督を務めた作品であった。月間1作のペースから、1965年（昭和40年）4月から月間2作になった。同月に公開された南部の監督作『女こまし』、同じく同作の脚本を執筆した糸文弘の監督作『色ざんげ』であった。糸文弘は、同年1月にLL企画プロダクションを設立しており、次作の『愛撫』はLL企画が製作し、同年6月、センチュリーが配給して公開している。同年7月には、沢賢介の監督作『漁色』、山下治がプロデューサーの菜穂俊一の名で監督した『未成熟』、藤田潤一が藤田潤八（あるいは岡野進）の名で監督した『性の代償』の3作を配給、以降、月間3作のリリースペースをつかんだ。
この時期の成人映画の興行環境は、同年4月に大蔵映画が興行網「オーピーチェーン」を提唱、大蔵直営を中心に9館を束ね、日本シネマフィルム、関東映配、葵映画、関東ムービー配給社、ヒロキ映画などが製作した作品を大蔵映画が配給し、同月第1週からこれらの作品の上映を開始しており、かつて新東宝の関西支社が主体となって設立された第1次新東宝映画、国映等が、センチュリー同様に配給業務を行っていた。
同年10月には、同年4月に元俳優の斎藤邦唯（1929年 - ）が設立した扇映画プロダクションが製作した『紅壺』（監督渡辺護）を配給したが、同作は日本セントラル映画と配給を棲み分けた。以降、扇映画プロダクションとの配給提携は、センチュリーの倒産まで続いた。渡辺護の回想によれば、扇映画の斎藤は、センチュリーが配給した『悶える女子学生』（監督南部泰三、1964年11月公開）を製作した人物だという。同年11月、大蔵貢が専属女優の扇町京子を監督に抜擢、「南進映画」の名義で製作した『やくざ芸者』（主演志摩みはる）の配給をセンチュリーが引き受け、公開している。同社営業部長であった藤村政治は、同年11月に同社が配給して公開した『夜のいたずら』（監督・脚本酒匂真直）に原案を提供したほか、翌1966年（昭和41年）1月に公開された同じく酒匂真直の監督・脚本作『女で銭を抱け』にも「藤村治」の名で原案を提供、同月に公開された沢賢介の監督作『未亡人日記』には「藤村治」の名で「企画」としてクレジットされた。
同年3月、『人妻がもえるとき』（監督遠藤由希夫）、『白痴女』（監督武市芽良夫）、『処女非情』（監督清水正二郎）の3作を配給したが、同年上半期、前述の第1次新東宝映画が倒産したのと同時期に、同社も倒産した。翌1967年（昭和42年）に発行された『映画年鑑 1967』（時事通信社）は、この2社の倒産を「大手二社が倒産」と表現した。

### 倒産後
倒産後、同社の作品は、『人妻がもえるとき』が1966年12月、『白痴女』と『処女非情』が1967年4月にそれぞれ帯広市で上映されており、日本シネマやワールド映画が配給業務を引き継いだようである。同社倒産後の井上の動向は不明であるが、同社営業部長であった藤村は、1966年7月15日、東京映画社（代表・高木波英）の設立に映画監督の藤田潤一（1910年 - 没年不詳）とともに参加、藤村は常務取締役に就任、その後、ワールド映画営業部長を経て、1971年（昭和46年）にプリマ企画を設立、代表取締役に就任した。同社中部支社長であった杉山は、1973年（昭和48年）5月4日にニューセレクトを設立、代表取締役に就任した。
同社が入居した三和銀行ビルは、その後1982年（昭和57年）10月、改築されて銀座三和ビルになり、2005年（平成17年）3月10日、三菱地所系のジャパンリアルエステイト投資法人の所有する建物になった。

### 再評価
2014年（平成26年）10月25日 - 同31日、ユーロスペースで行われた「渡辺護 追悼 そして『たからぶね』の船出」の特集上映で、同社が配給した『紅壺』が上映された。同作は渡辺護の監督第2作であり、同年に発掘された監督第1作『あばずれ』の16mmフィルム版上映用プリントの登場までは、渡辺護の現存する最古のフィルムとされていた。

## 企業データ
- 社名 : 株式会社センチュリー映画社[1]
- 所在地 : 東京都中央区銀座4丁目1番地 三和銀行ビル[1]
  - 現在の東京都中央区銀座4丁目6番1号 銀座三和ビル（1982年10月改築[30]）

北緯35度40分18秒 東経139度45分58秒 / 北緯35.67167度 東経139.76611度
- 代表取締役社長 : 井上猛夫
  - 営業部長 : 藤村政治
  - 関西支社長 : 矢島宜男
  - 中部支社長 : 杉山良吉
- 事業内容 : 映画の製作・配給
- 資本金 : 500万円
- 設立 : 1964年10月1日

## おもなフィルモグラフィ
特筆以外は「配給」である。東京国立近代美術館フィルムセンター（NFC）、デジタル・ミーム等での所蔵状況も記した。

### 1964年
- 『殺られた女』（やられたおんな、『殺された女』[7]） : 監督南部泰三、助監督渡辺護、主演南里洋子、製作第八芸術映画プロダクション・映画日本新社、1964年10月公開（成人映画・映倫番号 13740） - 配給、80分の16mmフィルム上映用ポジプリントをデジタルミームが所蔵[9]
- 『悶える女子学生』 : 監督南部泰三、助監督渡辺護、主演原れい子、製作高千穂映画、1964年11月公開（成人映画・映倫番号 13785） - 配給

### 1965年
- 『色じかけ』 : 監督南部泰三、主演南里洋子、製作高千穂映画、1965年1月公開（成人映画・映倫番号 13845） - 配給（色じかけシリーズ1）、78分の16mmフィルム上映用ポジプリントをデジタルミームが所蔵[9]
- 『ただれた愛欲』 : 製作井上猛夫、監督南部泰三、脚本川井洋・渡辺護、助監督渡辺護、主演朝日陽子、製作第八芸術映画プロダクション、1965年2月公開（成人映画・映倫番号 13803） - 配給
- 『しゃぶりつくせ』 : 監督南部泰三、主演松風はる美、製作高千穂映画、1965年2月公開（成人映画・映倫番号 不明） - 配給
- 『女臭』 : 監督田家不二男、主演扇町京子、製作三協、1965年3月公開（成人映画・映倫番号 不明） - 配給（色じかけシリーズ2）、76分の16mmフィルム上映用ポジプリントをデジタルミームが所蔵[9]

- 『女こまし』[9]（『女こまし SUKEKOMASI』[8]） : 製作井上猛夫、企画黒木啓介、監督南部泰三、脚本糸文弘、主演真杉美恵子、製作第八芸術映画プロダクション、1965年4月公開（成人映画・映倫番号 13943） - 配給、『女こまし SUKEKOMASI』題の76分の上映用ポジプリントをNFCが所蔵[8]・80分の16mmフィルム上映用ポジプリントをデジタルミームが所蔵[9]
- 『色ざんげ』 : 製作高木悟郎、企画井上猛夫、監督糸文弘、主演高美マリ、製作第八芸術映画プロダクション、1965年4月公開（成人映画・映倫番号 13944） - 配給（色じかけシリーズ3）、60分の16mmフィルム上映用ポジプリントをデジタルミームが所蔵[9]
- 『愛撫』 : 製作井上猛夫、企画黒木啓介、監督糸文弘、主演高美マリ、製作LL企画プロダクション、1965年6月公開（成人映画・映倫番号 14045） - 配給、80分の16mmフィルム上映用ポジプリントをデジタルミームが所蔵[9]
- 『夜匐い虫』 : 企画井上猛夫、監督・脚本沢賢介、製作三協、1965年6月公開（成人映画・映倫番号 14007） - 配給
- 『漁色』 : 製作田中利男、企画井上猛夫、監督・脚本沢賢介、主演桂奈美、製作三協、1965年7月公開（成人映画・映倫番号 不明） - 配給、80分の16mmフィルム上映用ポジプリントをデジタルミームが所蔵[9]
- 『未成熟』 : 製作菜穂俊一、企画井上猛夫、監督菜穂俊一（山下治）、主演津村玲子、製作ナオプロダクション、1965年7月公開（成人映画・映倫番号 不明） - 配給
- 『性の代償』 : 製作藤田潤一、企画井上猛夫、監督藤田潤八（岡野進とも）、主演左京未知子、製作藤プロダクション、1965年7月公開（成人映画・映倫番号 不明） - 配給
- 『招かれざる指』 : 製作菜穂俊一、企画井上猛夫、監督遠藤芙美夫、原作島村英高、脚本田宮一郎、主演阿木正美、製作ナオプロダクション、1965年8月公開（成人映画・映倫番号 14095） - 配給
- 『快楽』 : 製作・監督糸文弘、企画井上猛夫、主演南たまき、製作LL企画プロダクション、1965年9月公開（成人映画・映倫番号 14104） - 配給
- 『処女の反撥』 : 製作建部博、企画井上猛夫、監督倉本一夫、脚本高木享、主演西朱実、製作国際ビデオ、1965年10月公開（成人映画・映倫番号 14144） - 配給
- 『熱い樹液』 : 製作長屋喜代子、企画井上猛夫、監督藤田潤八・岡野進、脚本宮城純一、主演高月絢子、製作六本木映画、1965年10月公開（成人映画・映倫番号 14157） - 配給
- 『紅壺』 : 製作斎藤邦唯、企画井上猛夫、監督渡辺護、脚本吉田貴彰、主演真山ひとみ、製作扇映画、1965年10月公開（成人映画・映倫番号 不明） - 日本セントラル映画と共同配給、74分の上映用プリントをNFCが所蔵[8]
- 『女の痛恨』 : 製作菜穂俊一、企画井上猛夫、監督山下治、主演西川実樹、製作ナオプロダクション、1965年10月公開（成人映画・映倫番号 不明） - 配給、76分の上映用プリントをNFCが所蔵[8]
- 『夜のいたずら』 : 製作高木悟朗、製作補関口徹、企画井上猛夫、監督・脚本酒匂真直、原案藤村政治、主演橘恵子、製作新日本映画、1965年11月公開（成人映画・映倫番号 14213） - 配給
- 『不倫妻』 : 製作永田光雄、企画井上猛夫、監督・脚本神崎誠四郎、主演原あけみ、1965年11月公開（成人映画・映倫番号 不明） - 製作・配給
- 『やくざ芸者』 : 製作渡辺崇、企画井上猛夫、監督扇町京子、主演志摩みはる、製作南進映画、1965年11月公開（成人映画・映倫番号 不明） - 配給
- 『情怨の女子大生』 : 製作藤田潤八・倉田武雄、企画井上猛夫、監督岡野進、脚本宮原真吾、主演谷口朱里、製作六本木映画・創作グループ、1965年11月公開（成人映画・映倫番号 不明） - 配給
- 『肉の炎』 : 製作関口徹、企画井上猛夫、監督高橋克臣、原案・脚本杉森七郎、主演麻木正美、製作創作65集団（三協とも[9]）、1965年11月公開（成人映画・映倫番号 14135） - 配給、『肉と炎』題の80分の16mmフィルム上映用ポジプリントをデジタルミームが所蔵[9]
- 『狂った愛欲』 : 製作長屋喜代美、企画井上猛夫、監督藤田潤八、脚本黒崎鋭、主演森恵子、製作六本木映画、1965年12月公開（成人映画・映倫番号 14225） - 配給、69分の上映用ポジプリントをNFCが所蔵[7][8]
- 『熟した汗』 : 製作菜穂俊一、企画井上猛夫、監督遠藤芙美夫、原作田宮一郎、脚本奥脇敏夫、主演谷口朱里、製作ナオプロダクション、1965年12月公開（成人映画・映倫番号 14210） - 配給
- 『口説き』 : 企画井上猛夫、監督増田健太郎、主演加山恵子、製作共栄、1965年12月公開（成人映画・映倫番号 14173） - 配給
- 『背徳の女』 : 製作長屋喜代美、企画井上猛夫、監督武市芽良夫、主演左京未知子、製作六本木映画、1965年12月公開（成人映画・映倫番号 不明） - 配給

### 1966年
- 『未亡人日記』 : 製作井上猛夫・永田光雄、企画藤村政治、監督・脚本沢賢介、主演城山路子、製作レンジャー、1966年1月公開（成人映画・映倫番号 14324） - 配給
- 『浅草の踊子 濡れた素肌』（『浅草の踊り子 濡れた素肌』[11]『濡れた素肌』[7]） : 製作斎藤邦唯、企画井上猛夫、監督渡辺護、脚本栄町はじめ、主演可能かず子、製作扇映画、1966年1月公開（成人映画・映倫番号 14290） - 配給
- 『女で銭を抱け』 : 製作高木悟郎、製作補関口徹、企画井上猛夫、監督・脚本酒匂真直、原案藤村治、主演小島まり、製作映画日本新社、1966年1月公開（成人映画・映倫番号 14332） - 配給
- 『女の狂宴』 : 製作斎藤邦唯、企画井上猛夫、監督渡辺護、主演菊地京子・清水せつ、製作扇映画、1966年2月公開（成人映画・映倫番号 14363） - 配給
- 『初めての感触』（はじめてのふれあい） : 企画井上猛夫、監督山下治、主演山村美重、製作ワールド映画、1966年1月28日審査・2月公開（成人映画・映倫番号 14386） - 配給
- 『人妻がもえるとき』 : 企画井上猛夫、監督遠藤由希夫、主演大月玉代、製作ワールド映画、1966年3月公開（成人映画・映倫番号 14399） - 配給
- 『処女非情』 : 企画井上猛夫、監督清水正二郎、1966年2月5日審査・3月公開（成人映画・映倫番号 14171） - 製作・配給
- 『白痴女』 : 企画井上猛夫、監督武市芽良夫、1966年3月公開（成人映画・映倫番号 不明） - 製作・配給